# ボルナスコ
ボルナスコ（伊: Bornasco）は、イタリア共和国ロンバルディア州パヴィーア県にある、人口約2,600人の基礎自治体（コムーネ）。

## 地理

### 位置・広がり

#### 隣接コムーネ
隣接するコムーネは以下の通り。括弧内のMIはミラノ県所属を示す。
- チェラノーヴァ
- ジュッサーゴ
- ラッキアレッラ (MI)
- ラルディラーゴ
- サン・ジェネージオ・エド・ウニーティ
- サンタレッシオ・コン・ヴィアローネ
- シツィアーノ
- ヴィディグルフォ
- ゼッコーネ

### 気候分類・地震分類
気候分類では、zona E, 2628 GGに分類される。
また、イタリアの地震リスク階級 (it) では、zona 3 (sismicità bassa) に分類される
。

## 行政

### 分離集落
ボルナスコには、以下の分離集落（フラツィオーネ）がある。
- Cascina Settimo, Corbesate, Floria, Gioia, Grugnetto, Gualdrasco, Misano Olona, San Rocco